# Соня Йончева
Соня Йончева е българска оперна певица, сопрано.

## Биография
Родена е през 1981 г. в Пловдив. Започва да пее в хор „Детска китка“ на шест години. Учи пиано и оперно пеене в Пловдив. Завършва класическо пеене в консерваторията в Женева, като получава специалната награда на град Женева.
Награди получава също в най-известния оперен конкурс в света „Опералия“ в Милано (2010) и в Екс ан Прованс (2007), както и в родината си в конкурса за немска и австрийска музика (2001), конкурса за българска класическа музика (2000) и „Млади таланти“ (2000).
Пее в представления и концерти в „Ла Скала“ в Милано, „Театро Реал“ в Мадрид, Националната опера в Прага, Фестивала на Монпелие, Операта на Лил, Бруклинската музикална академия в Ню Йорк и др.
През юни 2020 г. създава собствена продуцентска компания, „СЙ11“, която организира концерта ѝ в Античния театър в Пловдив през август същата година. През октомври изпълнява Тоска от едноименната опера на Пучини в Берлинската държавна опера и във виенската „Щатсопер“.

## Личен живот
Омъжена е за венецуелския диригент Доминго Хиндоян. Двамата имат син на име Матео и дъщеря София.
Неин брат е Марин Йончев, победител в първото издание на формата „Стар Академи“.

## Критики и противоречия
Седмица след нападението на Русия над Украйна, Соня Йончева прави изявление във Фейсбук:

Аз не съм нито рускиня, нито украинка. Родена съм в България и съм славянка. Като такава осъждам войната, която изправя братя и сестри - славяни - едни срещу други! .. С моята музика бих искала да се моля за мир.

Нейният пост събира немалко отрицателни коментари, в резултат на липсата на директно обвинение към руското правителство и Владимир Путин за предизвикването на войната. Оперната прима Дарина Такова коментира: 

Никой не е независим, докато все още пее. Въпреки всичко остава надеждата, че ще бъде поканена в Болшой или в зала „Чайковски“ за изява. Затова увъртането в стила „говоря и нищо не казвам“ е налице .. За жалост, липсата на класа се отразява на всяка дума, стъпка, избори и действия на човека и твореца..

## Награди и отличия
- През май 2016 г. е отличена с орден „Св. св. Кирил и Методий“ – първа степен.[9]
- 2021 г. – Почетен гражданин на Пловдив.[10]